# Ngựa Salernitano

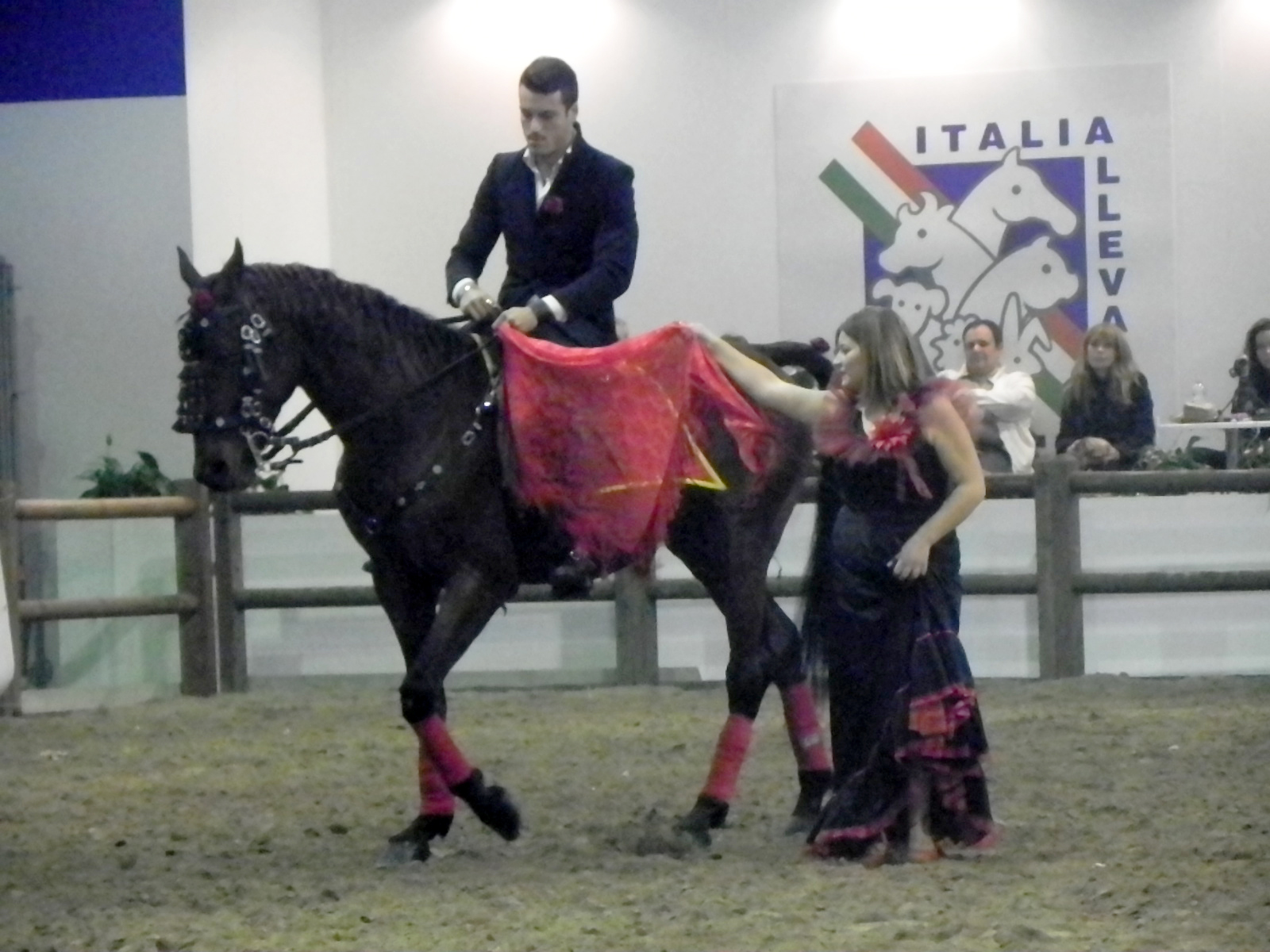
Ngựa Salernitano tại Fieracavalli, Verona, 2014

Ngựa Salernitano là một giống ngựa có nguy cơ tuyệt chủng của Ý. Nó bắt nguồn từ vùng đồng bằng ngập nước của sông Sele, thuộc tỉnh Salerno ở miền nam nước Ý.:499 Nó trước đây được sử dụng như một con ngựa quân sự, nhưng trong thế kỷ hai mươi giống này đã trở thành một con ngựa thể thao.:139

## Lịch sử
Ngựa Salernitano bắt nguồn từ vùng đồng bằng ngập nước của sông Sele trong vùng đồng bằng của Battipaglia, Capaccio và Eboli, ở tỉnh Salerno ở Campania ở miền nam nước Ý. Từ thời của Cộng hòa Amalfi và trong các cuộc thập tự chinh, những con ngựa địa phương của khu vực bị lai tạo với các con ngựa phương Đông. Dưới triều đại Bourbons giống ngựa này có ảnh hưởng từ ngựa Tây Ban Nha và một lần nữa từ các giống ngựa phương Đông. Từ những năm đầu của thế kỷ XIX, ngựa Thoroughbred và - đến một mức độ thấp hơn - ngựa Hackney được sử dụng nhằm lai tạo với giống này để cải thiện năng khiếu quân sự. Từ những năm 1920, ngựa Salernitano bắt đầu được sử dụng như một con ngựa thể thao, trong các cuộc đua đường phẳng, nhảy qua rào và nhảy trình diễn. Sau Thế chiến thứ hai, có rất ít nhu cầu về ngựa cho kỵ binh, và giống này được sử dụng chủ yếu trong lĩnh vực thể thao. Ban quản lý khu vực Campania đã bắt đầu một chương trình bảo tồn giống ngựa này vào những năm 1970. Năm 1990, tổng số cá thể được ước tính là 100.:139 Năm 2007 FAO ghi lại tình trạng bảo tồn của giống này là "nguy cấp".:71
Ngựa Salernitano trước đây đã được đăng ký cùng với ngựa Persano, có nguồn gốc từ cùng một khu vực và chia sẻ lịch sử tương tự nhau.:139 Năm 2015, hai giống đã được công nhận là riêng biệt bởi Bộ trưởng Bộ Nông nghiệp và Nông nghiệp Alimentari e Forestali, Bộ Nông nghiệp Ý. 